# 正榕
榕樹，亦称正榕，俗称榕𣗬（福建）、细叶榕（广东）、万年青（云南）、鬼仔樹（台灣）、鳥松（台灣），是桑科榕屬的一個常見物種。榕樹外型類似另一近親孟加拉榕（Ficus benghalensis）。
榕樹適合於炎熱潮濕地區生長，在福建、广东、香港、台灣以及馬來西亞等地方很常見，是福建省福州市的市树。榕樹的葉小，有蠟質表面，能進行光合作用，是常綠植物，是四季變化不明顯的樹木。
具有很顽强的生命力，其幼苗常常扎根于建筑夹缝之间，甚至附生在其他植物上，在一些地方，榕树可以生长在红树林后方，并偶尔被潮水浸没根部，福建云霄有一株榕树甚至可以和鱼塘中央残存的真红树植物生长在一起。

## 描述

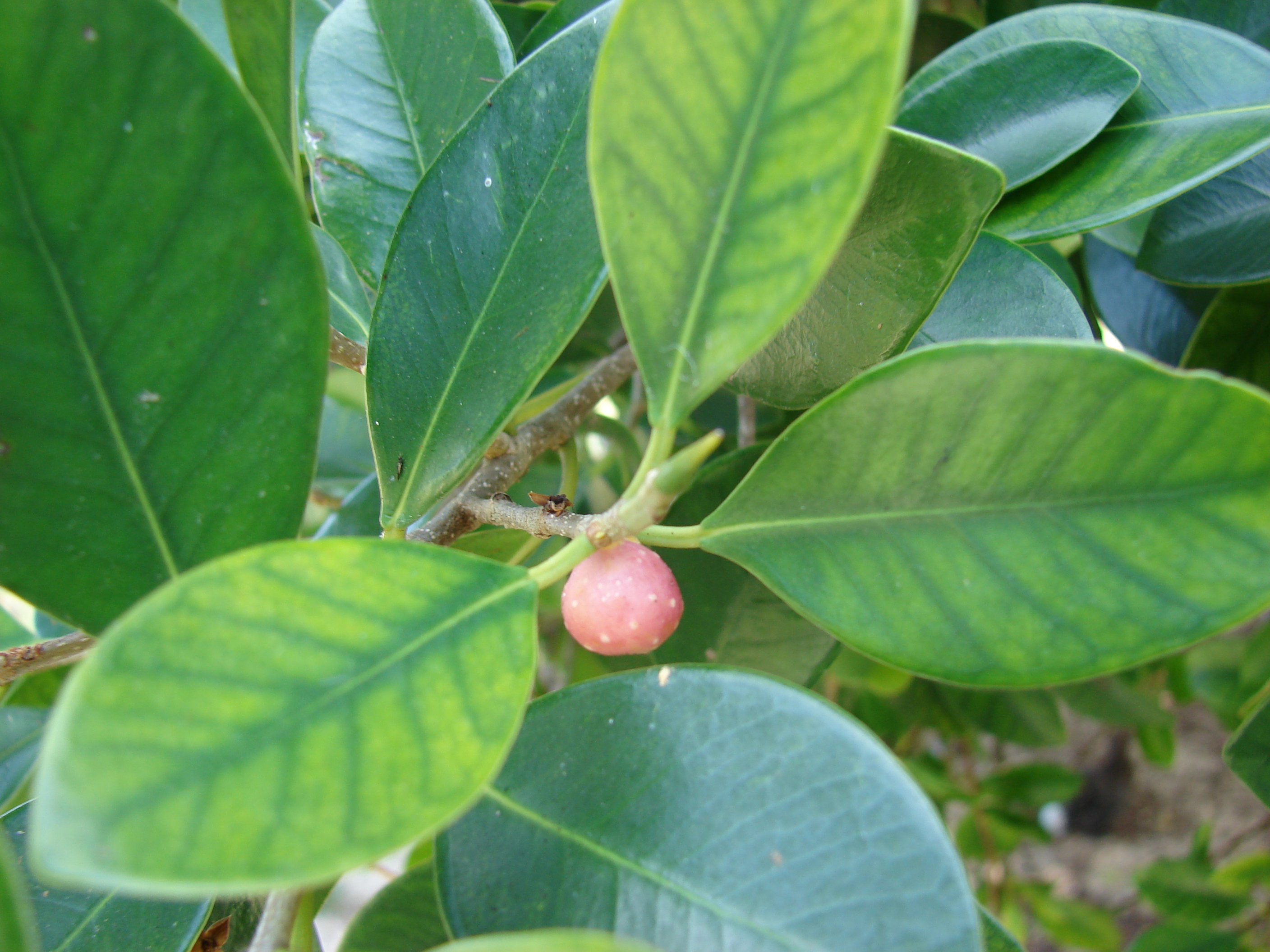
葉子和果實

## 分佈與棲息地
分布于斯里兰卡、菲律宾、印度、马来西亚、台灣、缅甸、越南、泰国、日本、澳大利亚、巴布亚新几内亚以及中国大陆的广西、浙江、广东、湖北、云南、福建、贵州等地，生长于海拔1,900公尺以下的地区，多生长于村边、常绿阔叶林中。

## 栽培
- 黃金榕（Ficus microcarpa 'Golden Leaves'）
- 黃斑榕、黃邊榕（Ficus microcarpa 'Yellow Stripe'）

### 醫藥療用
榕鬚及榕葉可入藥，性涼，味微苦澀，能清熱解毒、發汗利尿。

## 圖片

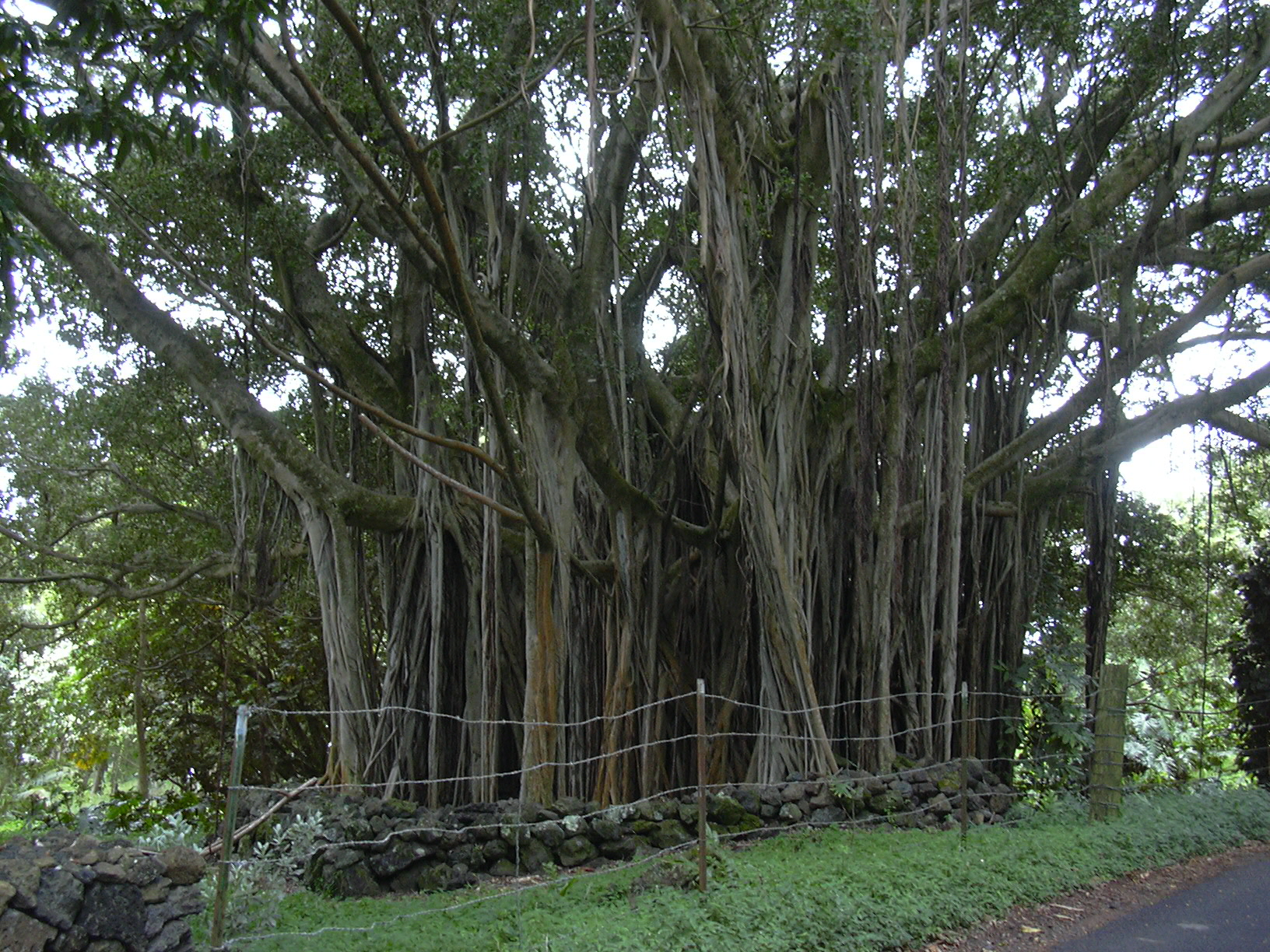
正榕的氣根
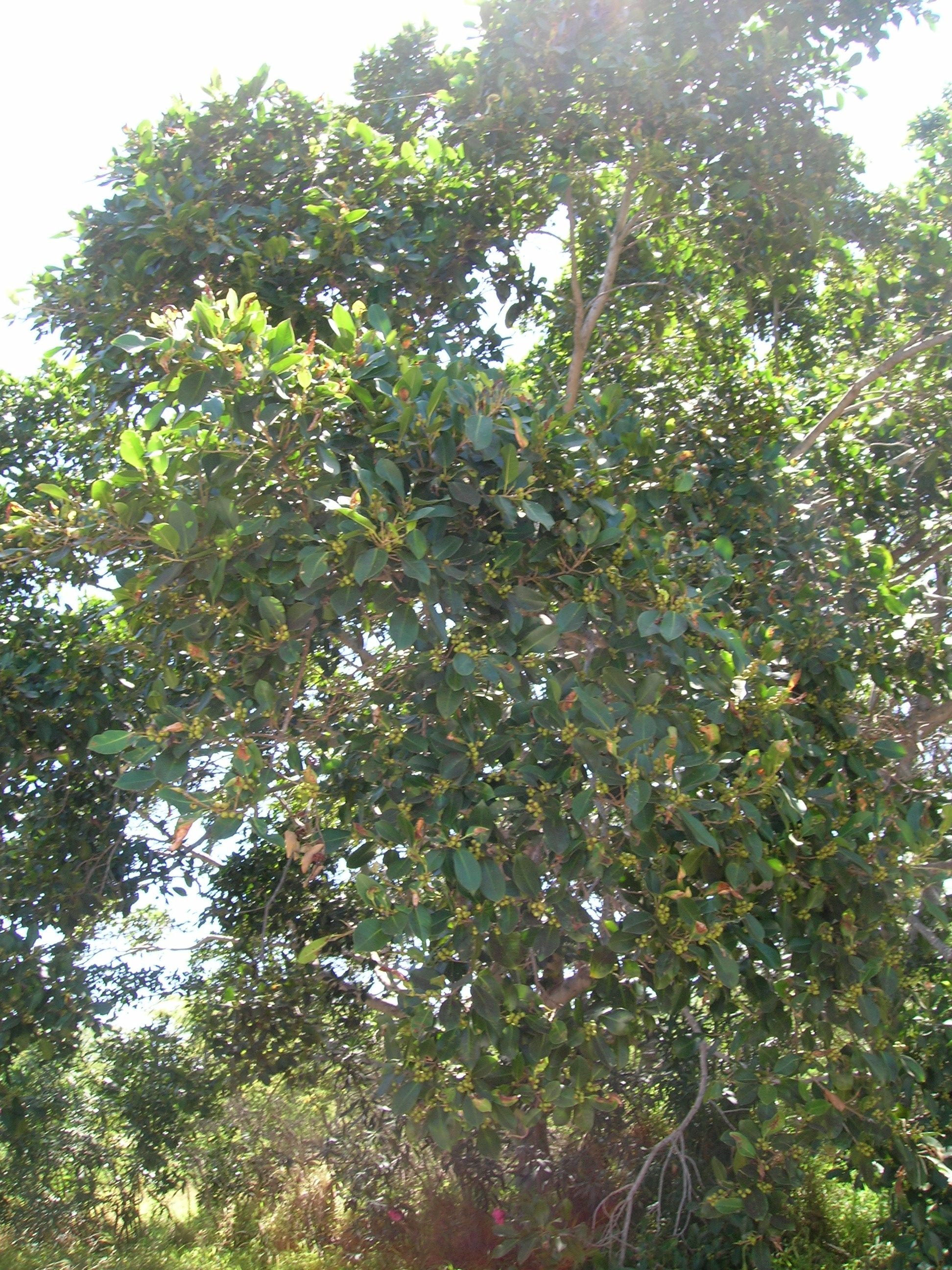
Foliage
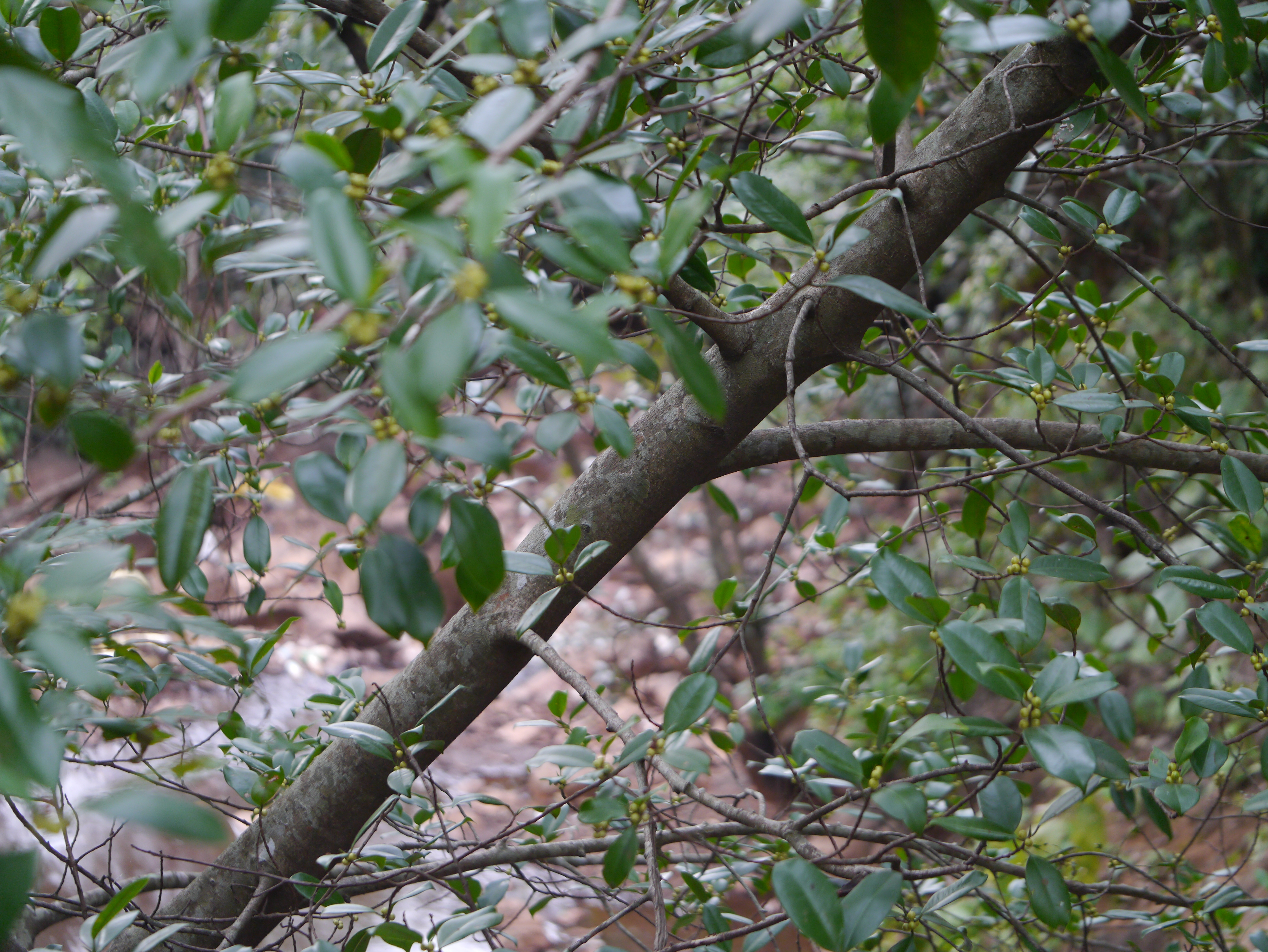
Branch and leaves
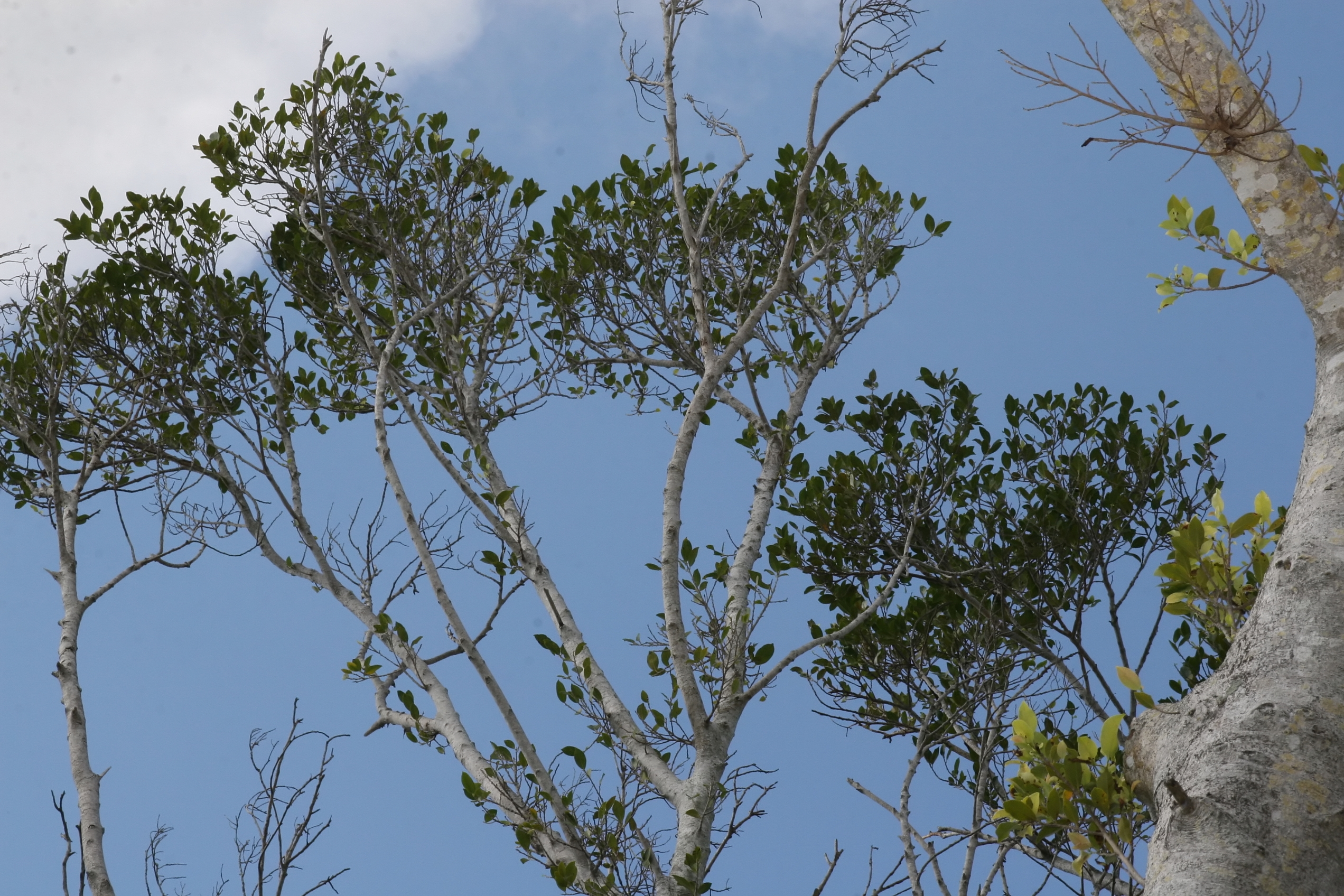
A tree
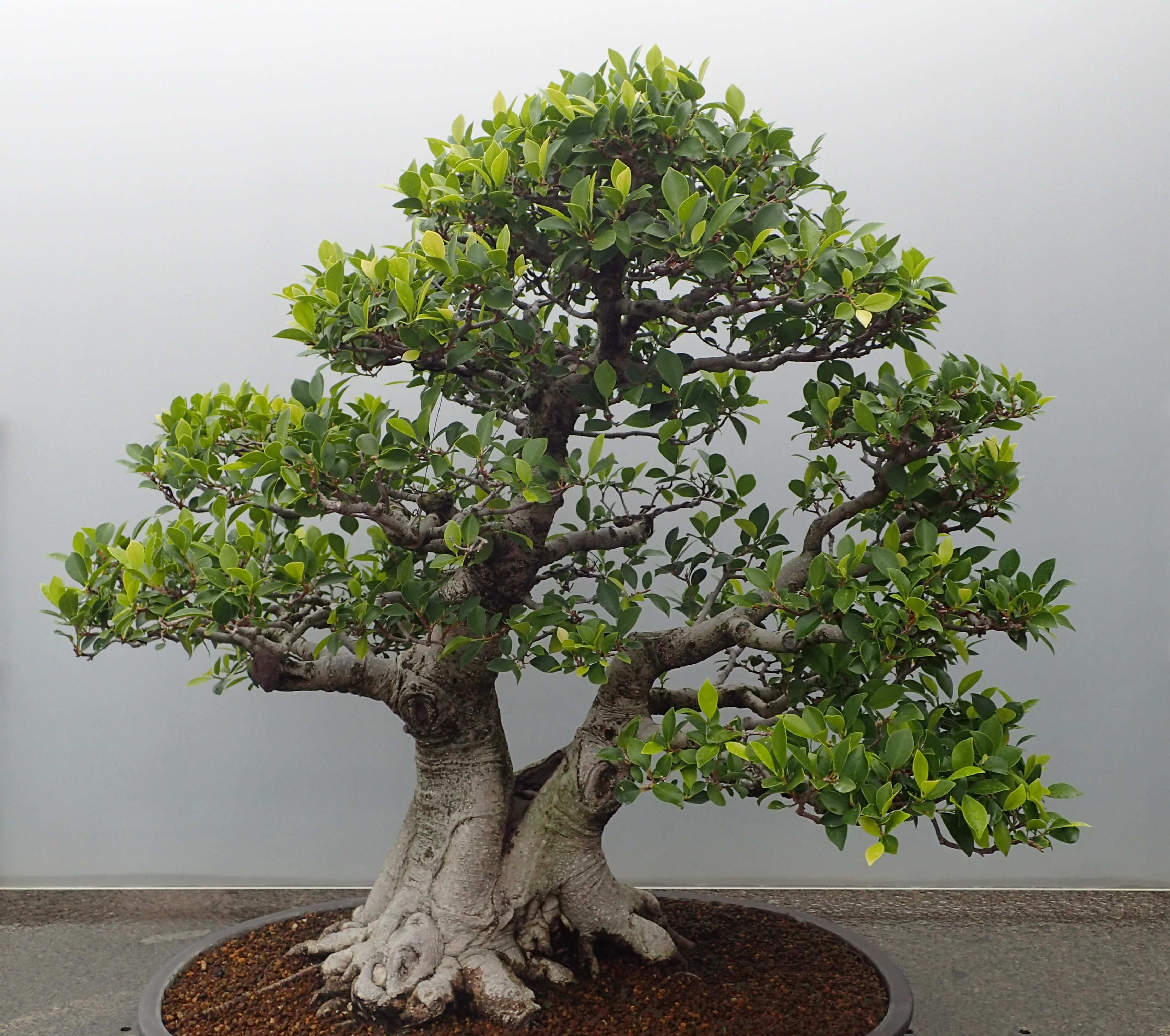
Bonsai
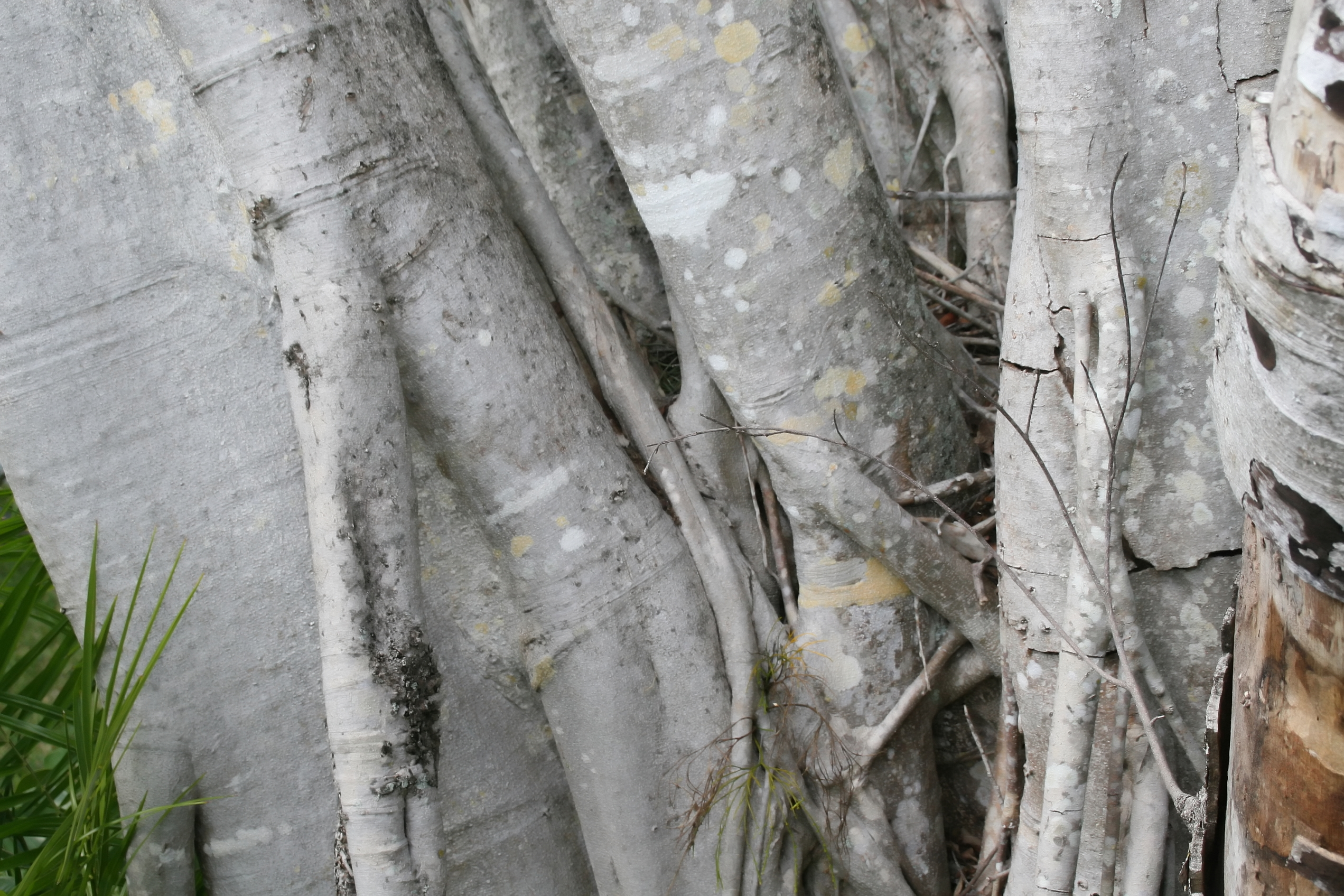
Trunk
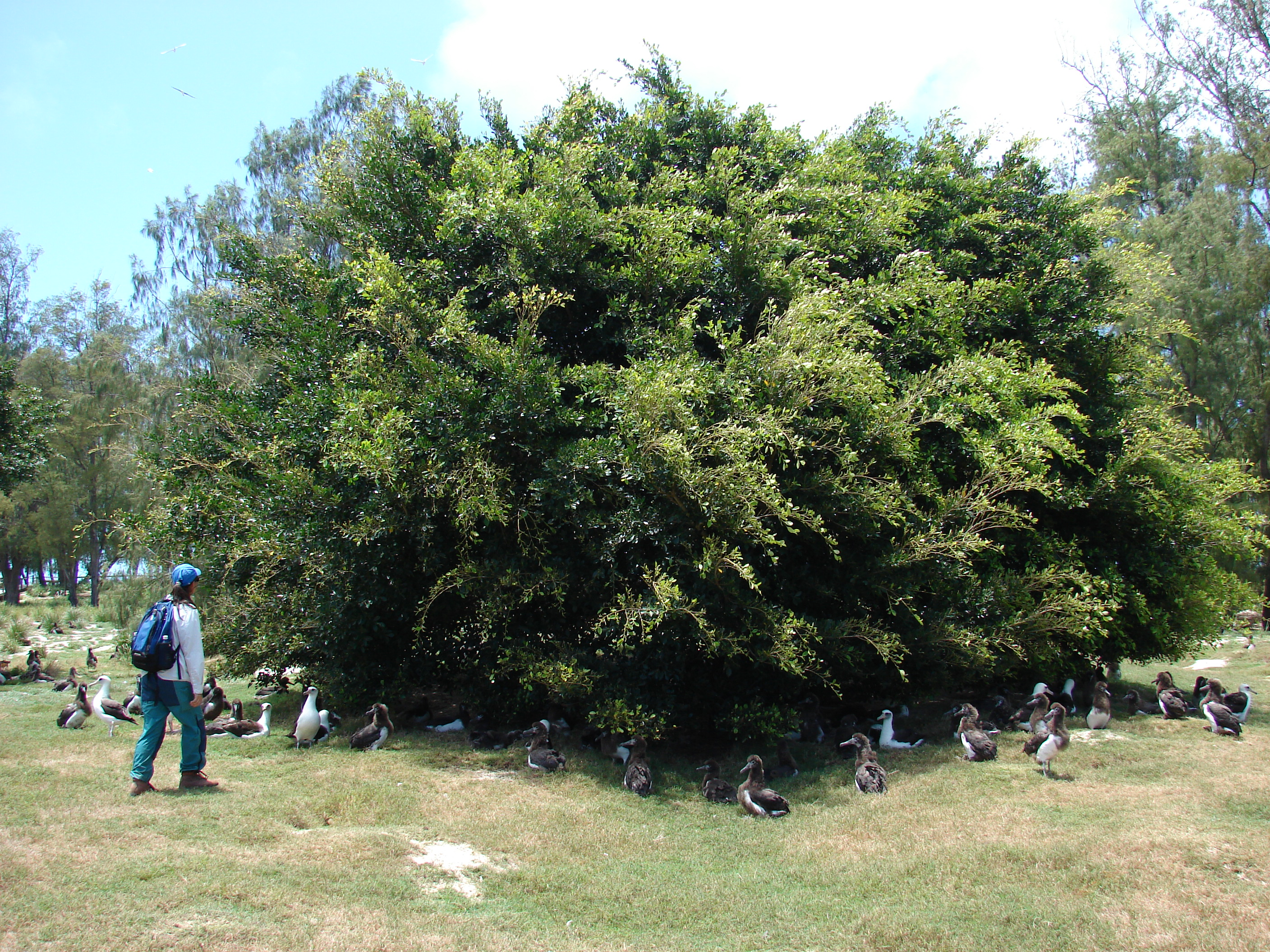
Shrubby tree
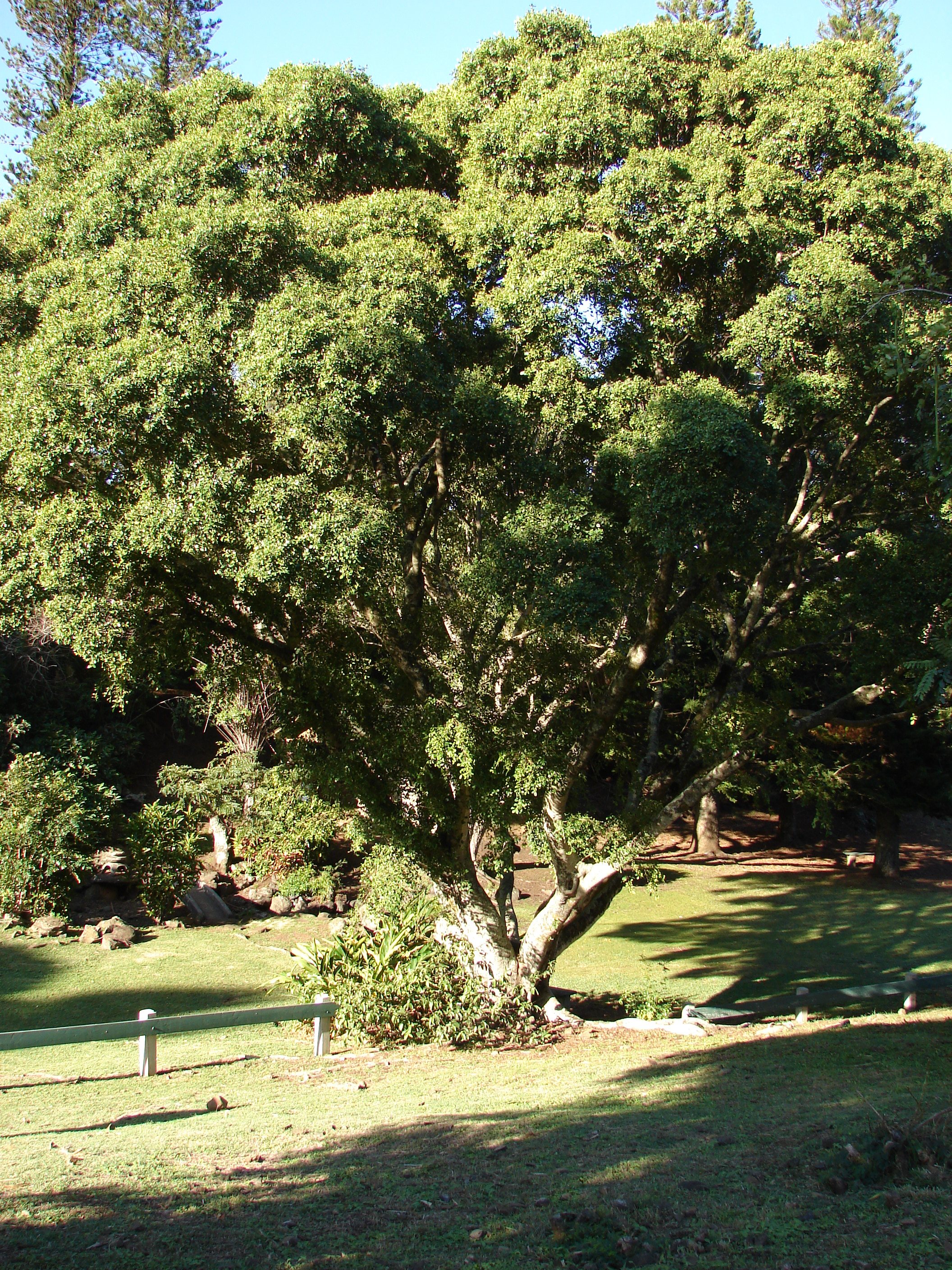
A tree at a park in Hawaii
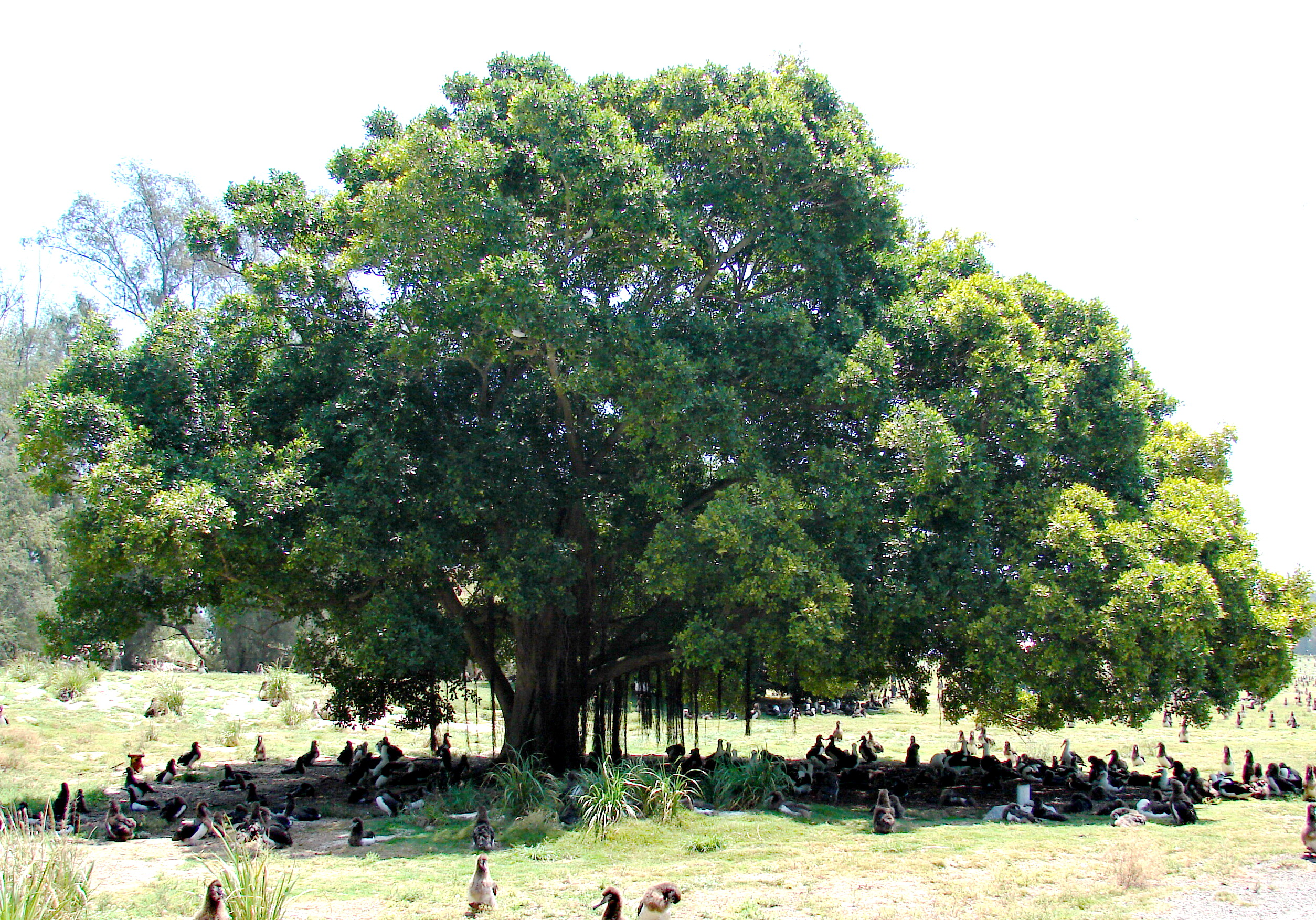
A tree in Midway Atoll
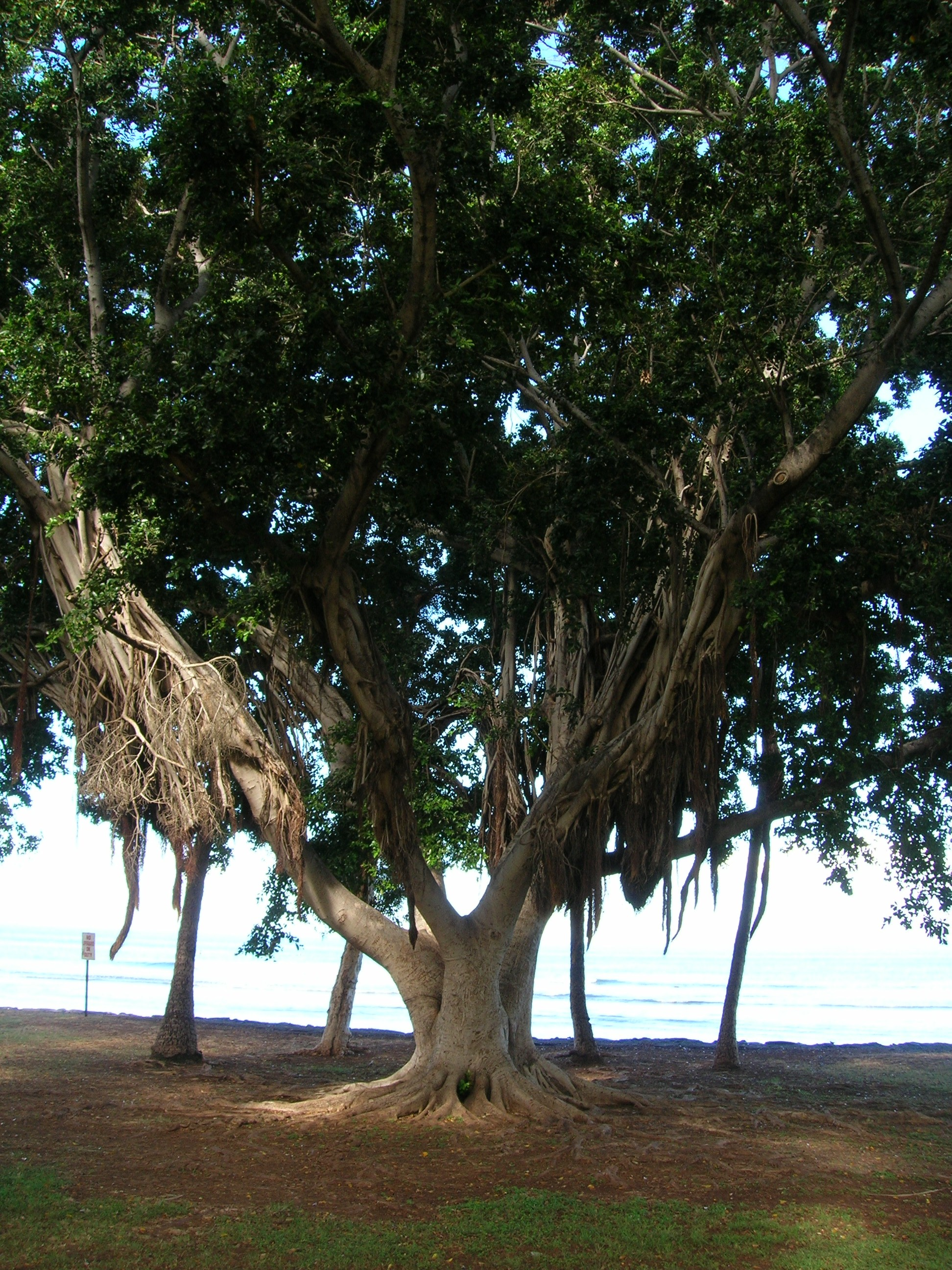
Tree with closeup of branches and trunk
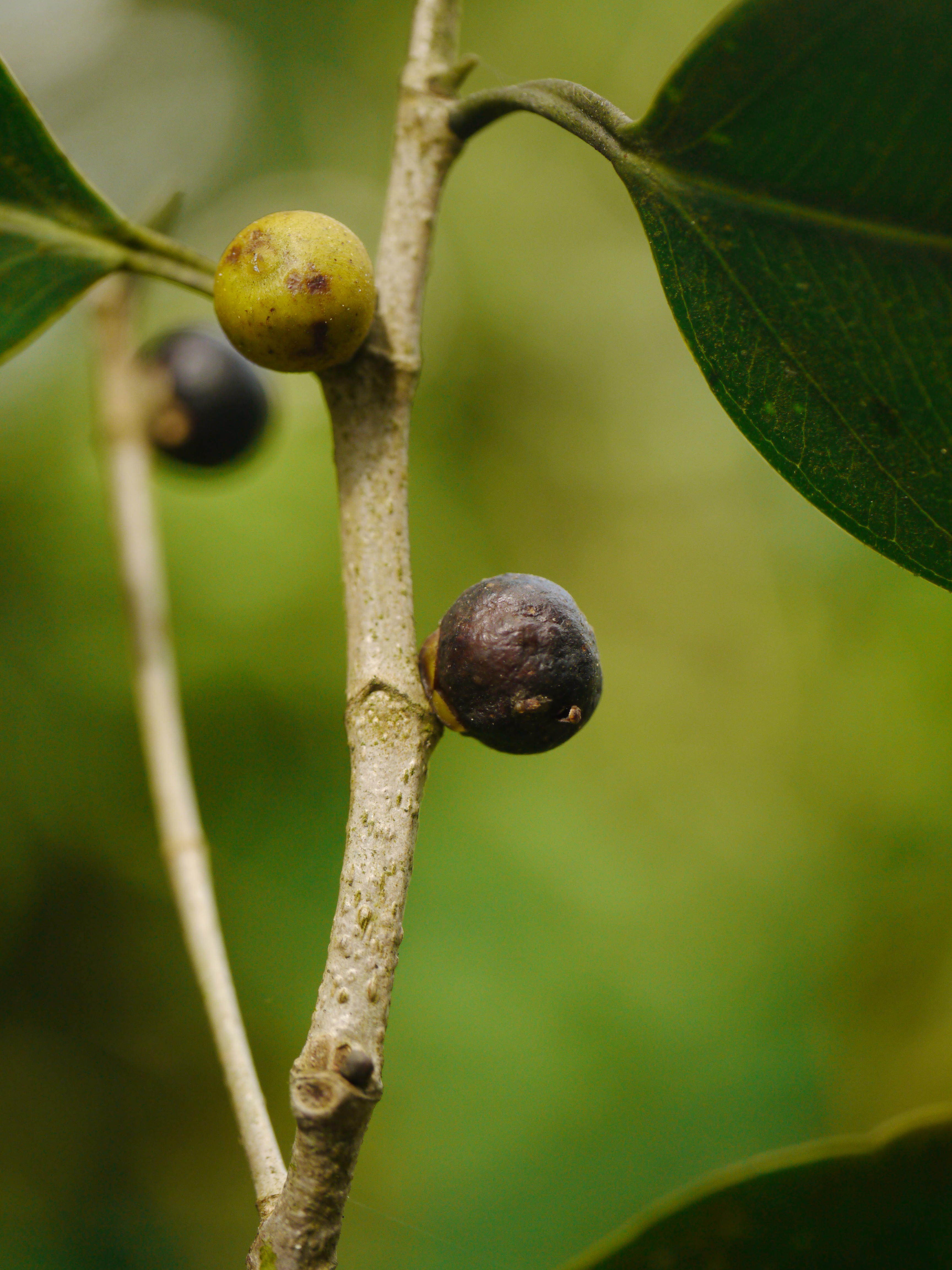
Fruits
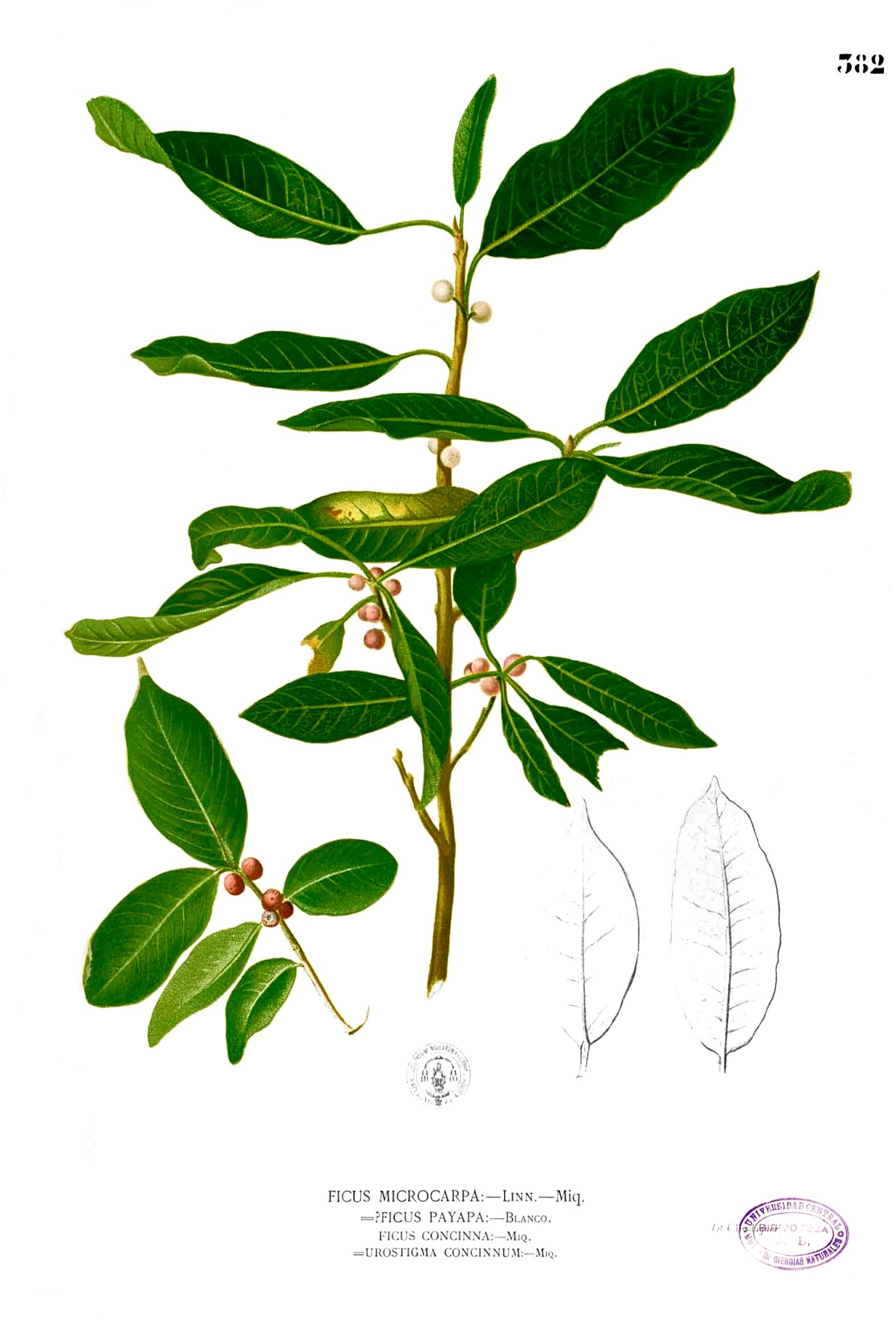
Botanical illustration

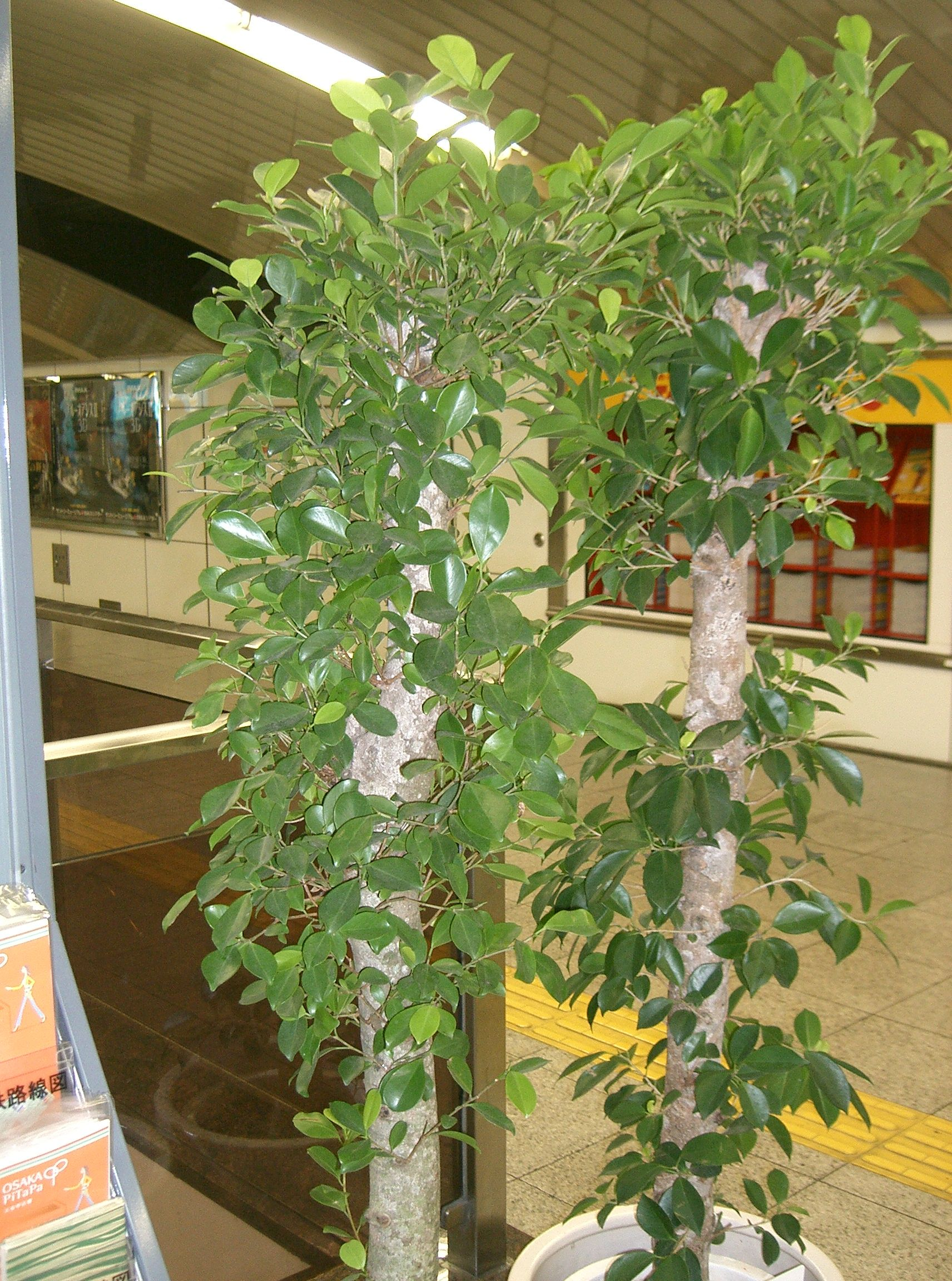
正榕作為室內景觀植物。

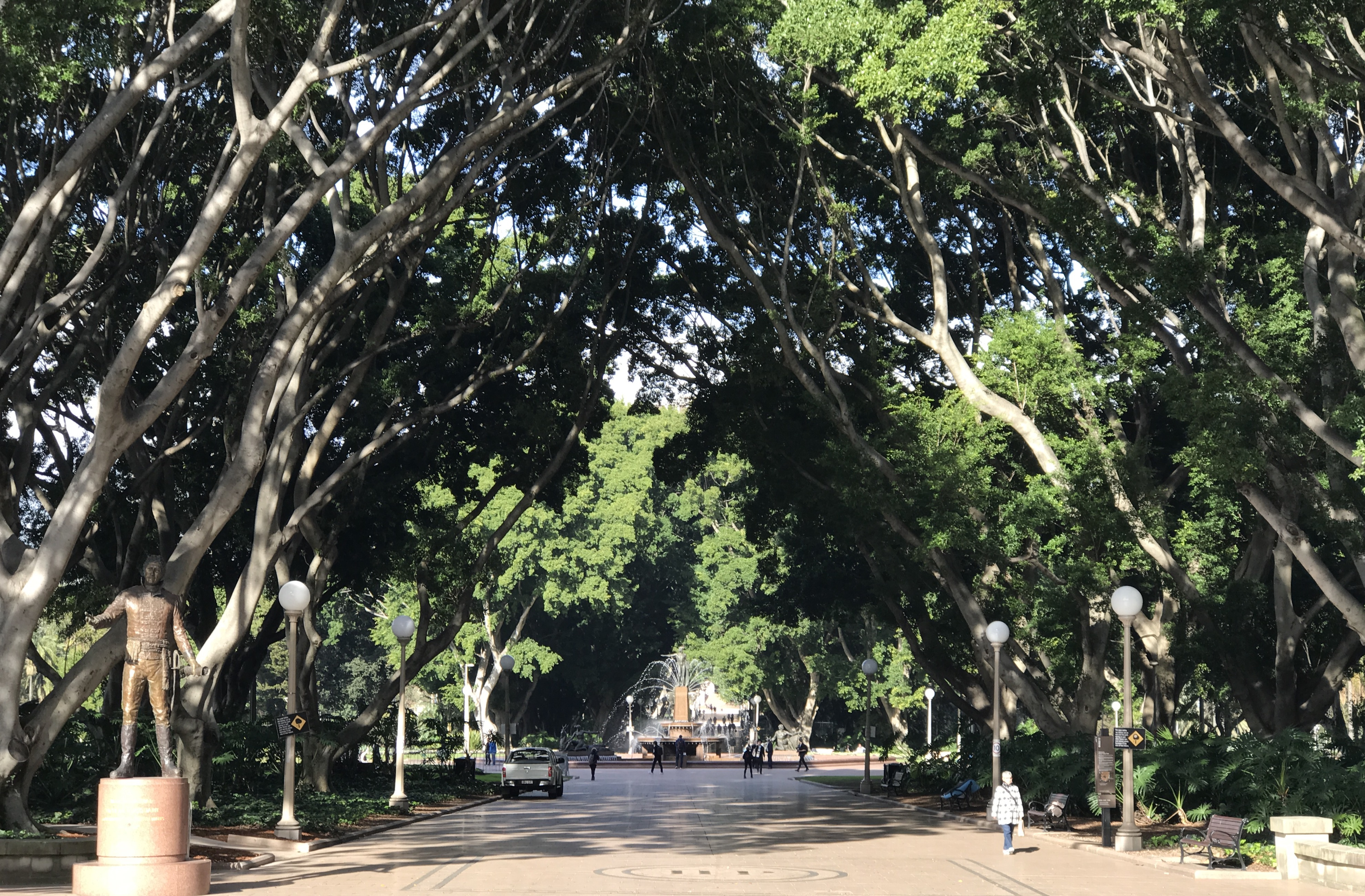
An avenue of Ficus microcarpa in Hyde Park, Sydney
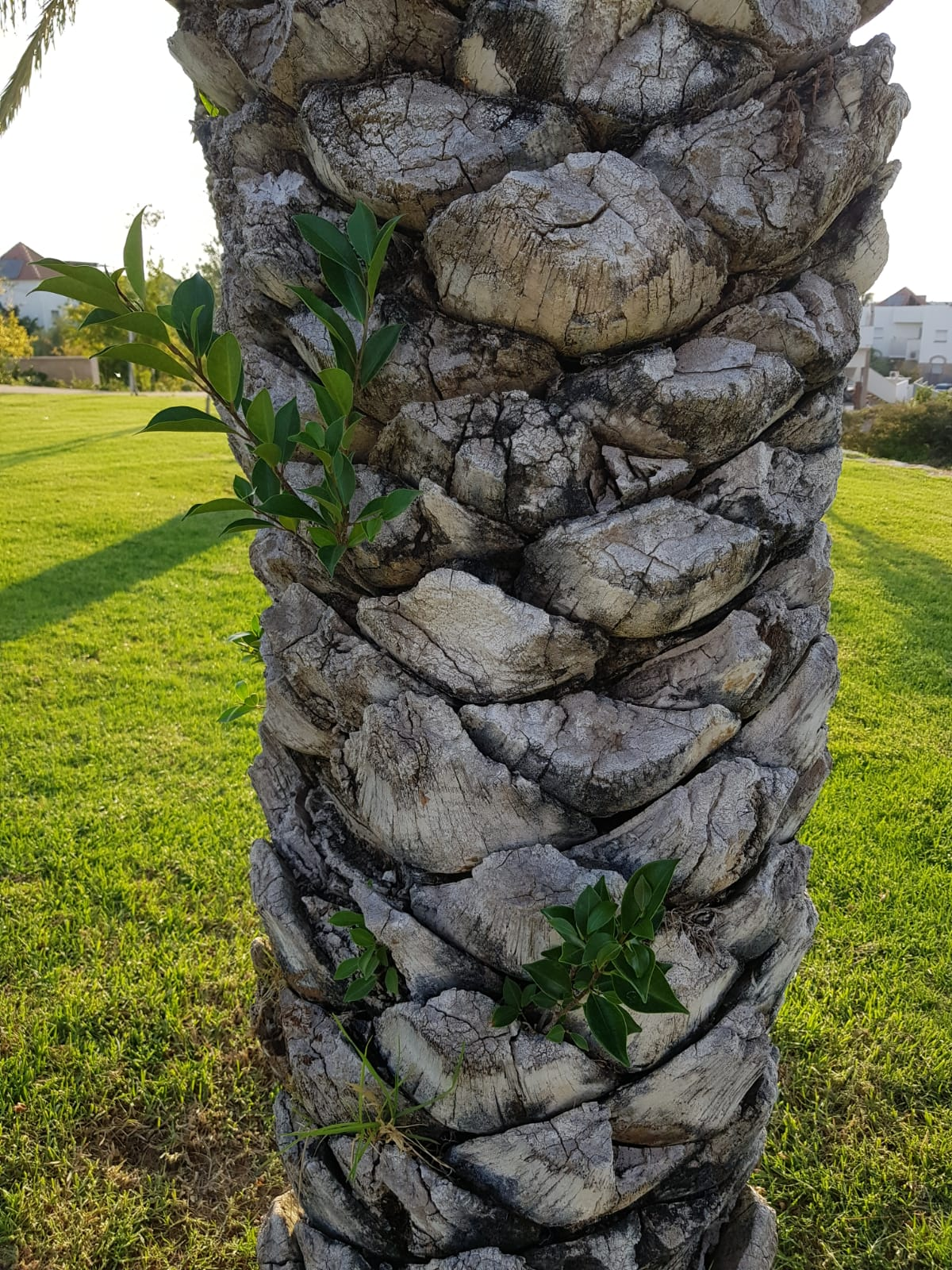
Ficus microcarpa living on Phoenix dactylifera (date palm). It is there due to guano of flying Egyptian fruit bat
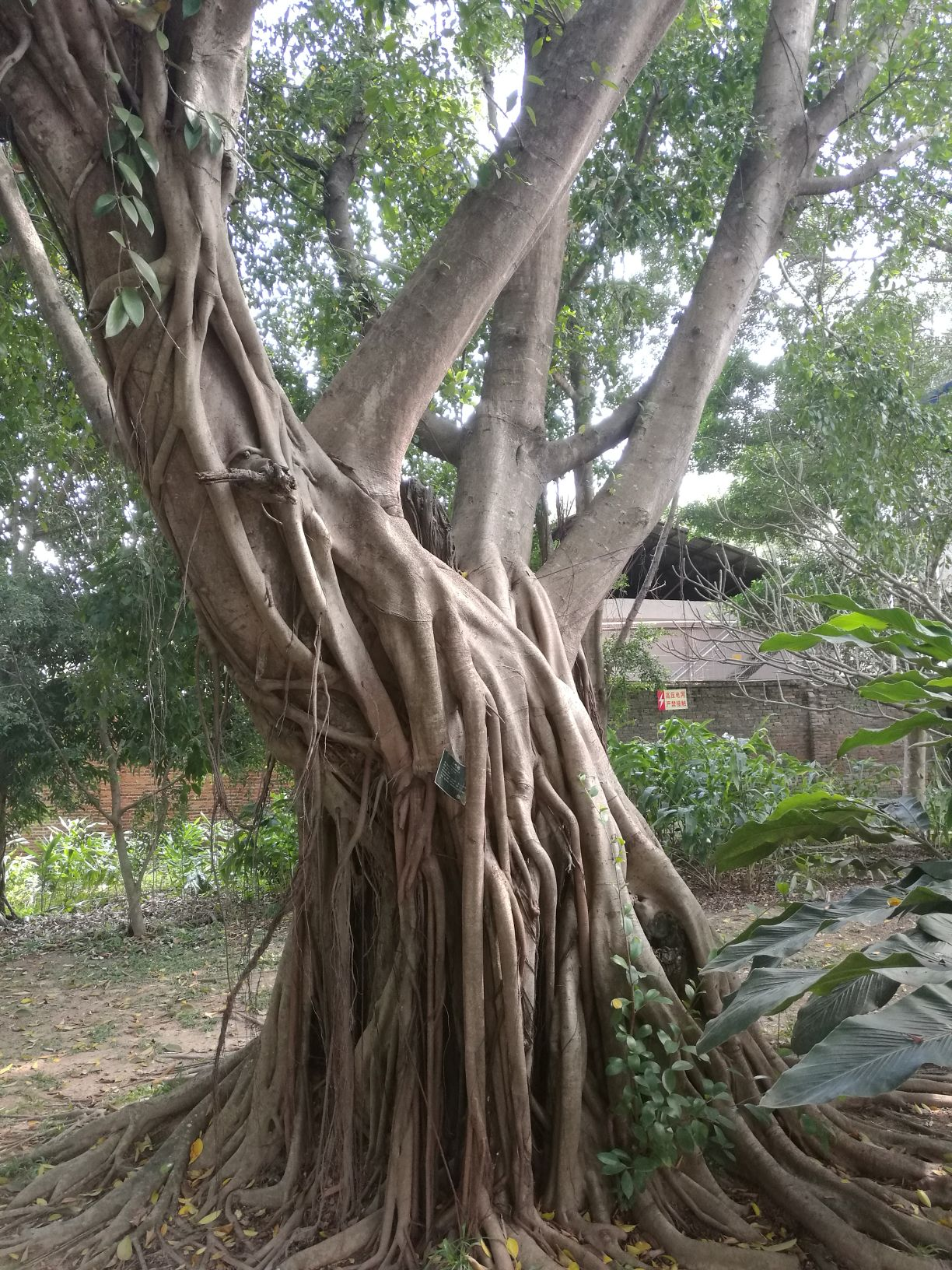
Stem & Habitus
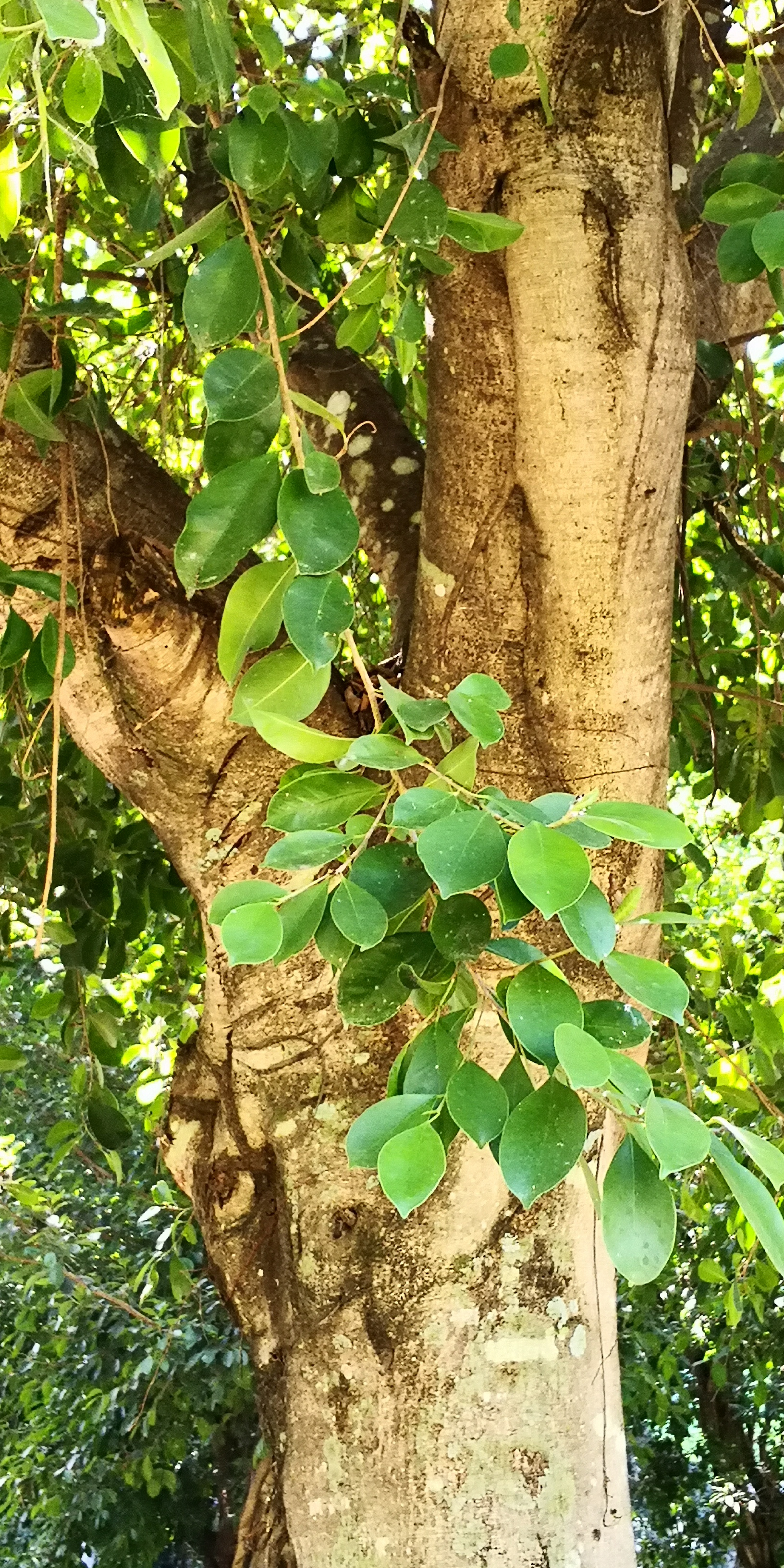
Stem with leaves
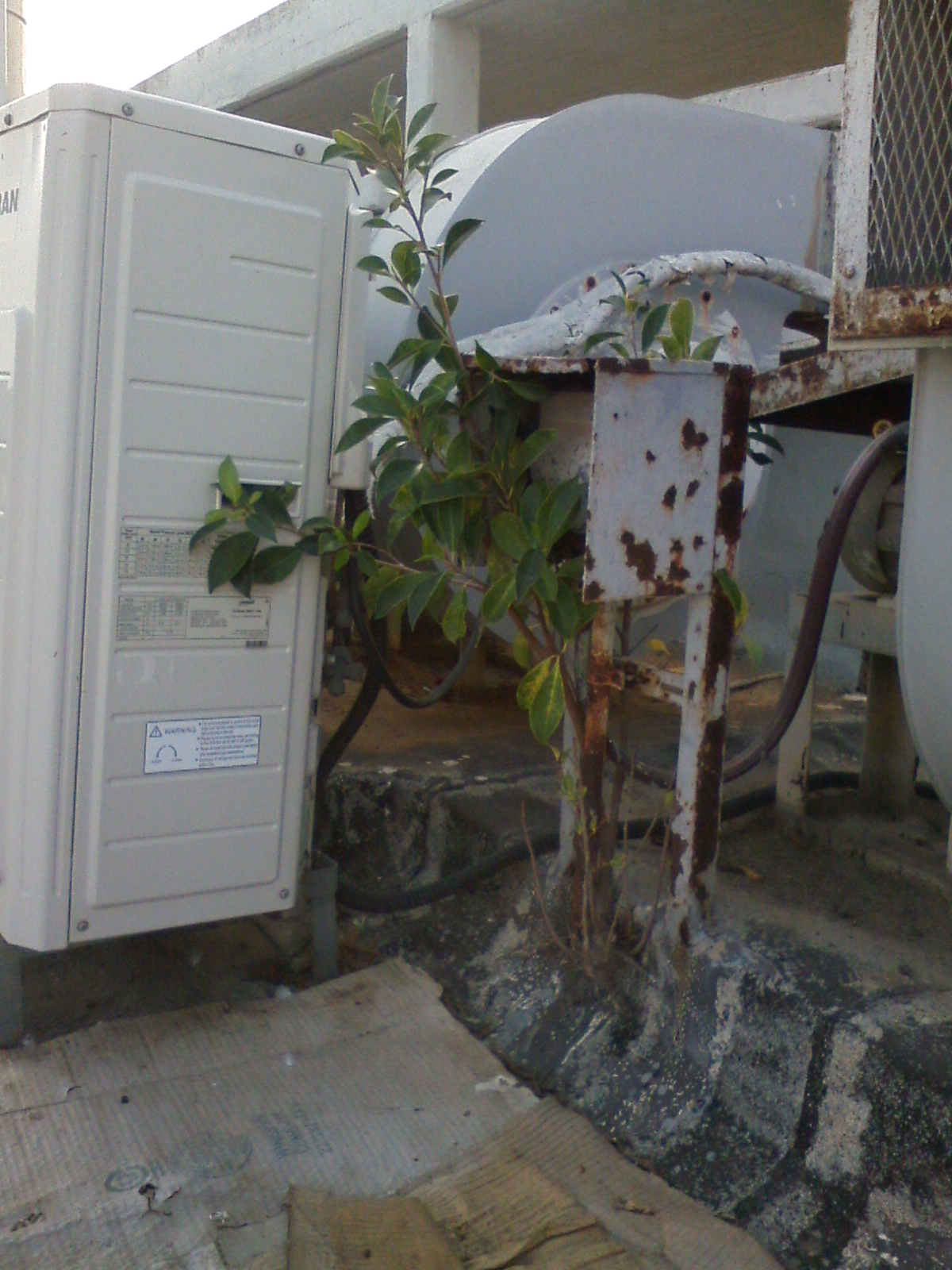
Growing on roof top
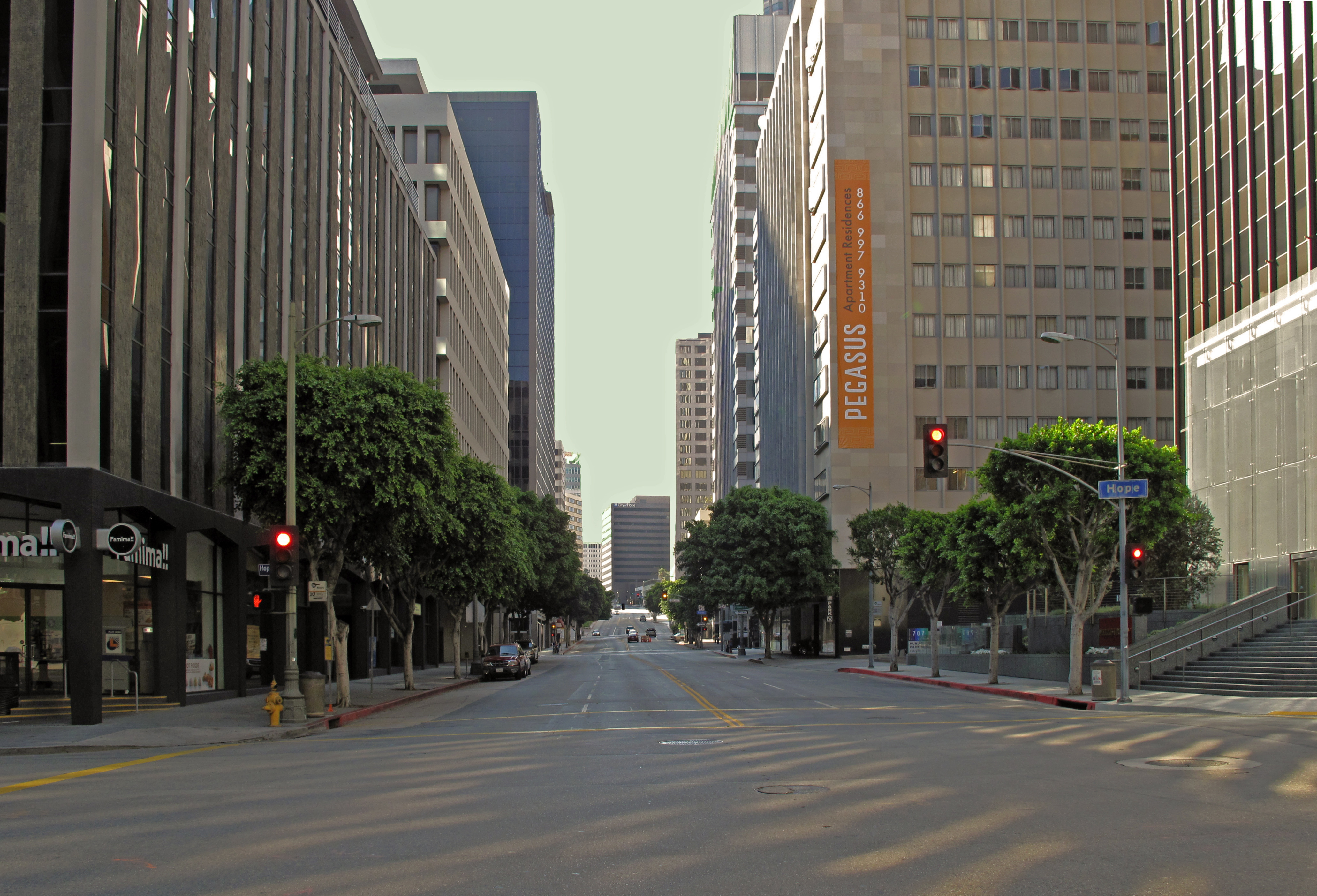
Ficus microcarpa is a common tree seen alongside streets of Los Angeles area and generally its the most common evergreen fig in southern California

## 形态
常绿大乔木；幹生气根，多而下垂，如长入土中粗似支柱；深绿色卵形全缘革质叶子，长4～8公分，基部楔形，羽状脉；近扁球形隐花果生于叶腋，直径约8毫米。

## 榕樹根
榕樹根可分為：
1. 普通根：地下根；
2. 地表根：常見縱橫交錯的木質根；
3. 氣生根：樹幹表面長出狀似髮絲的根，稱為榕鬚，俗稱老公鬚；
4. 連生根：本為氣生根，接觸土壤後長粗及木質化成管狀，部分覆蓋主幹或樹枝表面；
5. 根座：同樣是由氣生。